# 순무꼬리도마뱀붙이속
순무꼬리도마뱀붙이속(Thecadactylus)은 터닙테일 게코(turnip-tailed geckos)라 불리며, 열대 아메리카에 서식하는 도마뱀붙이류의 일속이다. 2007년까지는 T. rapicauda 만이 존재하는 단형속으로 여겨졌지만, 아마존분지 남부의 상류의 개체군이 발견되었고 T. solimoensis라는 이름의 종으로 명명되었다. 세 번째 종 T. oskrobapreinorum 은 2011년에 기술되었다.
- Thecadactylus oskrobapreinorum Köhler & Vesely, 2011[1]
- Thecadactylus rapicauda Houttuyn, 1782 – turniptail gecko
- Thecadactylus solimoensis Bergmann & Russell, 2007